# 東光丸 (貨物船)
東光丸（とうこうまる）は、日本近海汽船所属の小型貨物船である。太平洋戦争末期の1945年4月16日に八丈島から本州へ疎開する民間人や傷病兵を移送中に、アメリカ海軍潜水艦の攻撃を受けて沈没し、乗船者の9割近い149人が死亡した。

## 東光丸事件
本船は1F型戦時標準貨物船の1隻として大阪府の遠藤造船所にて建造され、1943年（昭和18年）に起工、同年12月18日に進水。1944年（昭和19年）2月27日に竣工した。竣工後は中国運航の貨物船となったが、竣工翌日の2月28日に中国運航は近海運航と合併し、日本近海汽船となったことに伴い移籍。以降戦没まで日本近海汽船に所属していた。船舶運営会の資料によれば陸軍徴用船となっており、船員28人に加えて船舶砲兵19人が乗り組んでいた。『横須賀防備戦隊戦時日誌』によれば、1945年4月頃、本船は海防艦や駆潜艇の直接護衛を受けて下田港と八丈島を頻繁に往復している。そして、本船は最期となった航海において、八丈島からの疎開船としての任務を与えられていた。
八丈島には1935年（昭和10年）時点で9000人以上が居住し、出征や満蒙開拓移民などで徐々に人口が減少しつつも相当数の住民が太平洋戦争中も在島していた。1944年（昭和19年）7月にサイパン島が陥落すると、八丈島でもアメリカ軍の上陸が懸念されるようになり、同年7月10日には八丈島守備隊である第2警備司令部の司令官子安和夫大佐から疎開要領の通達があったが、渡海経験の少ない高齢者らは疎開に消極的であった。1945年に入ると八丈島にも空襲が始まり、特に同年2月に硫黄島の戦いが起きて地上戦に対する危機感が高まると、疎開促進のため行政指導が強化された。3月に村役場に反対派の住民を集めて八丈支庁内政課長と警察署長が疎開勧告するなどの指導の結果、最終的に人口の約70%にあたる5853人以上が本州への疎開に応じた。1944年7月17日の第1便以降、1945年4月16日の「東光丸」の航海より前に、海軍艦艇を含め少なくとも16便の疎開船が無事に運航されている。なお、1945年4月2日に横須賀鎮守府は横須賀防備戦隊などに対して、伊豆諸島の現地陸海軍部隊・官憲の依頼に応じて指揮下艦船に疎開者を便乗させるよう命令している（横鎮電令作第78号）。
4月16日午前11時、八丈島神湊に停泊中の「東光丸」に、疎開する島民60人余及び浅井大尉以下陸軍傷病兵24人・衛生兵7人など、輸送人員計113人が乗船した。乗船者には、疎開指導を終えた八丈支庁内政課長や島内の小学校長3人以下8人の教員が含まれていた。同日正午過ぎ、護衛の第4号海防艦に先導されて「東光丸」は出航した。『八丈町誌』によれば、出港直後に空襲があったため、一度引き返して再出航した。輸送人員は、敵航空機の機銃掃射を避けるため船倉の中に入っていた。
「東光丸」は速力8ノットの低速で、敵潜水艦の雷撃を難しくする之字運動（ジグザグ運動）をしながら航行した。第4号海防艦が出航前の午前9時に打電した電文によると、2隻は当初予定の八丈島列島線に沿った針路（御蔵島・三宅島西方、新島・伊豆大島東方を通過）を変更し、横浜港直行の針路を選び、4月17日午前8時に到着予定であった。
4月16日午後3時2分頃、八丈島西方40km・御蔵島沖北緯33度31分 東経139度36分 / 北緯33.517度 東経139.600度の地点に差し掛かったところで、「東光丸」は、アメリカ潜水艦「シードッグ」による襲撃を受けた。日本側によると「東光丸」と700mほど先行する護衛の第4号海防艦へ2発ずつの魚雷が向かってきた。第4号海防艦は襲撃直前に敵潜水艦らしきものをソナーで探知しており、魚雷に気づくと25mm機銃で迎撃を試みつつ汽笛や旗旒信号で「東光丸」に警告したが、「東光丸」は魚雷に気づかなかったのか回避運動を行わなかった。第4号海防艦は魚雷を回避できたが、「東光丸」は機関室左舷に2発の魚雷が立て続けに命中して転覆、約1時間後に沈没した。魚雷命中時の水柱と爆発音は八丈富士山腹の監視所からも観測できたほどであった。日本海軍は第4号海防艦に加えて、第42号駆潜艇を現場に急派して対潜攻撃を命じた。第4号海防艦は爆雷を投下して、敵潜水艦1隻撃沈確実と認定されている。しかし、同日にアメリカ潜水艦の喪失記録はなく、「シードッグ」は健在であった。
第4号海防艦により救助活動が行われたが、収容された生存者は上甲板にいて海上に脱出できた船員や軍人ら11人だけで、船長以下149人が死亡した。八丈島守備隊である独立混成第67旅団の終戦後の報告によると、民間人疎開者に生存者はなかった。犠牲者には一家7人が全滅した例も含まれている。3人の校長を一度に失ったことは、疎開先の長野県軽井沢町で臨時学校を準備中だった教員らにとって痛手であったが、在京中であった大賀小校長を中心に八丈学寮の開校が実現されている。
本船の沈没を最後に八丈島と本州の間の交流はほとんど絶たれた。『八丈町誌』は本船が八丈島からの最後の疎開船とするが、山田（2012年）によると本船の後にも1便だけ疎開船の運航がある。なお、結果的に八丈島では終戦まで地上戦が起きず、民間人の人的被害は空襲による死傷者11人が発生するにとどまった。疎開者1476世帯・5853人が終戦翌年の1946年に帰島した。